# Agmina bimaculata
Agmina bimaculata là một loài Trichoptera trong họ Ecnomidae. Chúng phân bố ở miền Australasia.